# Larger Than Life (album Jody Watley)
Larger Than Life – drugi solowy album amerykańskiej piosenkarki pop i r&b Jody Watley. Płyta ukazała się na rynku muzycznym w 1989 roku. Promocja albumu rozpoczęła się od wydania na singlu piosenki "Real Love", która stała się jednym z największych przebojów roku, docierając w do pozycji drugiej na amerykańskiej liście przebojów i zyskując ostatecznie status złotego krążka. Singlowi "Real Love" towarzyszył pamiętny wideoklip autorstwa Davida Finchera, który później stał się znanym hollywoodzkim reżyserem. Teledysk ustanowił rekord będąc nominowanym aż w siedmiu kategoriach do prestiżowej nagrody MTV Video Music Awards, a także zainspirował teledyski takich gwiazd jak: En Vogue czy Mary J. Blige. Wszystkie stroje, jakie Watley nosiła w tym teledysku zostały zaprojektowane przez nią samą. Dzięki sukcesowi singla "Real Love", płyta "Larger Than Life" zdołała dotrzeć do TOP 20 amerykańskiej listy bestsellerów. Krążek sprzedano na całym świecie w blisko pięciu milionach egzemplarzy. Na płycie znalazło się w sumie 13 utworów. Większość z nich została skomponowana przez Jody i jej wieloletniego współpracownika Andre Cymon'a. Album łączył dyskotekowe brzmienia z elementami muzyki pop, soul i house'u. Trzy, pochodzące z niego single trafiły do TOP 10 w USA. Singel "Friends" był jednym z pierwszych w historii muzyki przykładów współpracy popowej wokalistki z raperami. W utworze gościnnie wystąpił Eric B & Rakim. W teledysku to tego singla Watley pojawiła się w kreacjach zaprojektowanych przez Jeana Paula Gultier'a. Album "Larger Than Life" był promowany także światową trasą koncertową.

## Spis utworów
- 1. Real Love
- 2. Friends
- 3. Everything
- 4. What'cha Gonna Do For Me
- 5. L.O.V.E.R.
- 6. For Love's Sake
- 7. Lifestyle
- 8. Precious Love
- 9. Something New
- 10. Once You Leave
- 11. Come Into My Life
- 12. Only You
- 13. Real Love (remix)